# عبد القادر (لاعب كرة قدم)
عبد القادر (بالإندونيسية: Abdul Kadir) هو لاعب كرة قدم إندونيسي، ولد في 27 ديسمبر 1948 في دنباسار في إندونيسيا، وتوفي في 4 أبريل 2003 في جاكرتا في إندونيسيا. شارك مع منتخب إندونيسيا لكرة القدم.

## وصلات خارجية
- عبد القادر على موقع الاتحاد الدولي (مؤرشف)  (الإنجليزية)